# Elias Theodorou
Elias Theodorou (Mississauga, 31 de maio de 1988 –Woodbridge, 11 de setembro de 2022) foi um lutador canadense de artes marciais mistas, ele foi campeão do reality show The Ultimate Fighter Nations: Canadá vs. Austrália no peso-médio.

## Carreira no MMA
Theodorou é profissional no MMA desde 2011, já lutou em eventos como Bellator e foi campeão do NAAFS e ECC antes de participar do reality show The Ultimate Fighter.

### The Ultimate Fighter
Theodorou participou do reality show do UFC The Ultimate Fighter Nations: Canadá vs. Austrália, que apresentou lutadores canadenses enfrentando lutadores australianos.
Nas quartas de final, Theodorou enfrentou o australiano Zein Saliba e venceu por decisão unânime após dois rounds. Na semifinal ele enfrentou o jovem australiano Tyler Manawaroa e venceu por decisão unânime após três rounds.

### Ultimate Fighting Championship
Na final do TUF, ele enfrentou o companheiro de equipe Sheldon Westcott em 16 de Abril de 2014 no UFC Fight Night: Bisping vs. Kennedy. Apesar de começar a luta sendo controlado pelo adversário, Theodorou deu a volta por cima e venceu a luta por nocaute técnico no segundo round em uma apresentação espetacular. Se tornando o campeão do TUF Nations no Peso Médio.
Theodorou enfrentou o brasileiro Bruno Santos em 4 de Outubro de 2014 no UFC Fight Night: MacDonald vs. Saffiedine e venceu por decisão unânime.
Theodorou enfrentou Roger Navarez em 14 de Março de 2015 no UFC 185, e de forma convincente dominou o adversário apesar de sua clara vantagem de altura, e venceu por nocaute técnico no segundo round.
Theodorou enfrentou Thiago de Lima Santos em 10 de Dezembro de 2015 no UFC Fight Night: Namajunas vs. VanZant. Elias perdeu sua invencibilidade ao ser derrotado por Santos via decisão unânime.

## Cartel no MMA
| Cartel no MMA   |             |            |
| 19 lutas        | 16 vitórias | 3 derrotas |
| Por nocaute     | 6           | 0          |
| Por finalização | 1           | 0          |
| Por decisão     | 9           | 3          |

| Res.    | Cartel | Oponente         | Método                                | Evento                                    | Data       | Round | Tempo | Local                | Notas                                               |
| ------- | ------ | ---------------- | ------------------------------------- | ----------------------------------------- | ---------- | ----- | ----- | -------------------- | --------------------------------------------------- |
| Vitória | 17-3   | Hernani Perpetuo | Nocaute Técnico (socos)               | PFC 12                                    | 06/12/2019 | 3     | 1:51  | Windsor, Ontario     |                                                     |
| Derrota | 16-3   | Derek Brunson    | Decisão (unânime)                     | UFC Fight Night: Iaquinta vs. Cowboy      | 04/05/2019 | 3     | 5:00  | Ottawa               |                                                     |
| Vitória | 16-2   | Eryk Anders      | Decisão (dividida)                    | UFC 231: Holloway vs. Ortega              | 08/12/2018 | 3     | 5:00  | Toronto, Ontario     |                                                     |
| Vitória | 15-2   | Trevor Smith     | Decisão (unânime)                     | UFC Fight Night: Thompson vs. Till        | 27/05/2018 | 3     | 5:00  | Liverpool            |                                                     |
| Vitória | 14-2   | Dan Kelly        | Decisão (unânime)                     | UFC Fight Night: Werdum vs. Tybura        | 19/11/2017 | 3     | 5:00  | Sydney               |                                                     |
| Derrota | 13-2   | Brad Tavares     | Decisão (unânime)                     | The Ultimate Fighter: Redemption Finale   | 07/07/2017 | 3     | 5:00  | Las Vegas, Nevada    |                                                     |
| Vitória | 13-1   | Cézar Ferreira   | Decisão (unânime)                     | UFC Fight Night: Lewis vs. Browne         | 19/02/2017 | 3     | 5:00  | Halifax, Nova Scotia |                                                     |
| Vitória | 12-1   | Sam Alvey        | Decisão (unânime)                     | UFC Fight Night: MacDonald vs. Thompson   | 18/06/2016 | 3     | 5:00  | Ottawa, Ontario      |                                                     |
| Derrota | 11-1   | Thiago Santos    | Decisão (unânime)                     | UFC Fight Night: Namajunas vs. VanZant    | 10/12/2015 | 3     | 5:00  | Las Vegas, Nevada    |                                                     |
| Vitória | 11-0   | Roger Navarez    | Nocaute Técnico (socos)               | UFC 185: Pettis vs. dos Anjos             | 14/03/2015 | 2     | 4:07  | Dallas, Texas        |                                                     |
| Vitória | 10-0   | Bruno Santos     | Decisão (unânime)                     | UFC Fight Night: MacDonald vs. Saffiedine | 04/10/2014 | 3     | 5:00  | Halifax, Nova Scotia |                                                     |
| Vitória | 9-0    | Sheldon Westcott | Nocaute Técnico (socos e cotoveladas) | UFC Fight Night: Bisping vs. Kennedy      | 16/04/2014 | 2     | 4:41  | Quebec City, Quebec  | Estreia no UFC; Ganhou o TUF Nations no Peso Médio. |
| Vitória | 8-0    | Travis Clark     | Nocaute Técnico (desistência)         | NAAFS: Rock N Rumble 7                    | 24/08/2013 | 2     | 5:00  | Cleveland, Ohio      | Ganhou o Título Peso Médio do NAAFS.                |
| Vitória | 7-0    | Mike Kent        | Finalização (socos)                   | ECC 17: Rise of Champions                 | 11/05/2013 | 1     | 1:54  | Halifax, Nova Scotia | Ganhou o Título Peso Médio do ECC.                  |
| Vitória | 6-0    | Ali Mokdad       | Decisão (unânime)                     | Score Fighting Series 7                   | 23/11/2012 | 3     | 5:00  | Hamilton, Ontario    |                                                     |
| Vitória | 5-0    | Simon Marini     | Decisão (unânime)                     | SFS 5: Fraser vs. Hill                    | 25/08/2012 | 3     | 5:00  | Hamilton, Ontario    |                                                     |
| Vitória | 4-0    | Rich Lictawa     | Nocaute Técnico (desistência)         | Bellator 64                               | 06/04/2012 | 3     | 0:33  | Windsor, Ontario     |                                                     |
| Vitória | 3-0    | Erik Hebert      | Decisão (unânime)                     | Score Fighting Series 4                   | 16/03/2012 | 3     | 5:00  | Hamilton, Ontario    |                                                     |
| Vitória | 2-0    | Steve Hodgson    | Finalização (mata-leão)               | HKFC: School of Hard Knocks 14            | 23/09/2011 | 2     | 1:12  | Calgary, Alberta     |                                                     |
| Vitória | 1-0    | Tanner Tolman    | Nocaute Técnico (socos e cotoveladas) | HKFC: School of Hard Knocks 12            | 17/06/2011 | 1     | 3:49  | Calgary, Alberta     |                                                     |

## Morte
Theodorou morreu em virtude de um câncer de cólon em estágio 4, que sofreu metástase e acabou por atingir seu fígado.